# Ponce Giraldo de Cabrera

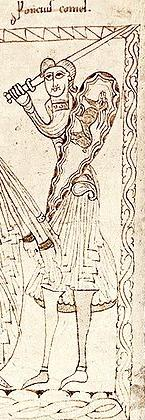
El conde Ponce (las palabras que figuran son Poncius Comes) como figura en el Privilegium Imperatoris de Alfonso VII. Aparece a la diestra del rey como su mayordomo real. Su escudo muestra una cabra, lo que posiblemente fue un escudo de arma perteneciente a la familia Cabrera.

Ponce Giraldo de Cabrera o bien Ponce II de Cabrera (fl. 1105–1162), II vizconde de Áger, XII de Gerona y V señor de Cabrera (1132-1145), fue un noble catalán, referido en ocasiones como el Conde Ponce o princeps de Zamora,  que llegó al reino de León como miembro del séquito que acompañó a Berenguela de Barcelona, hija del conde Ramón Berenguer III, para su boda con el rey Alfonso VII de León.
 Una calle en la ciudad de Zamora lleva su nombre y se conserva en la capilla mayor de su catedral una estatua realizada en el siglo XV del conde Ponce en postura orante. Fue el fundador del monasterio de Santa María de Moreruela.

## Primeros años (1126–1140)

### Orígenes catalanes
Ponce fue hijo de Giraldo II de Cabrera, el primer vizconde de Ager y de Gerona—hijo de Ponce I Giraldo de Cabrera y de Ledgarda de Ager, hija de Arnal Mir de Tost—y de su segunda esposa, Elvira, posiblemente emparentada con el conde Pedro Ansúrez Ponce nació probablemente entre 1098 y 1105, y desde el año 1122 compartió el gobierno de las tierras familiares de los Cabrera junto con su padre, al que finalmente sucedió en 1132. En 1145, uno de los hijos de su primer matrimonio con Sancha Núñez, Giraldo de Cabrera, fundó el Monasterio de Roca-Rossa en el vizcondado de Gerona y confirma él como  Geraldus de Cabrera, Gerundensis ac Urgellensis vicecomes, así como su madre, Sanctia mater eius.

### Estableciendo sus bases en el Reino de León

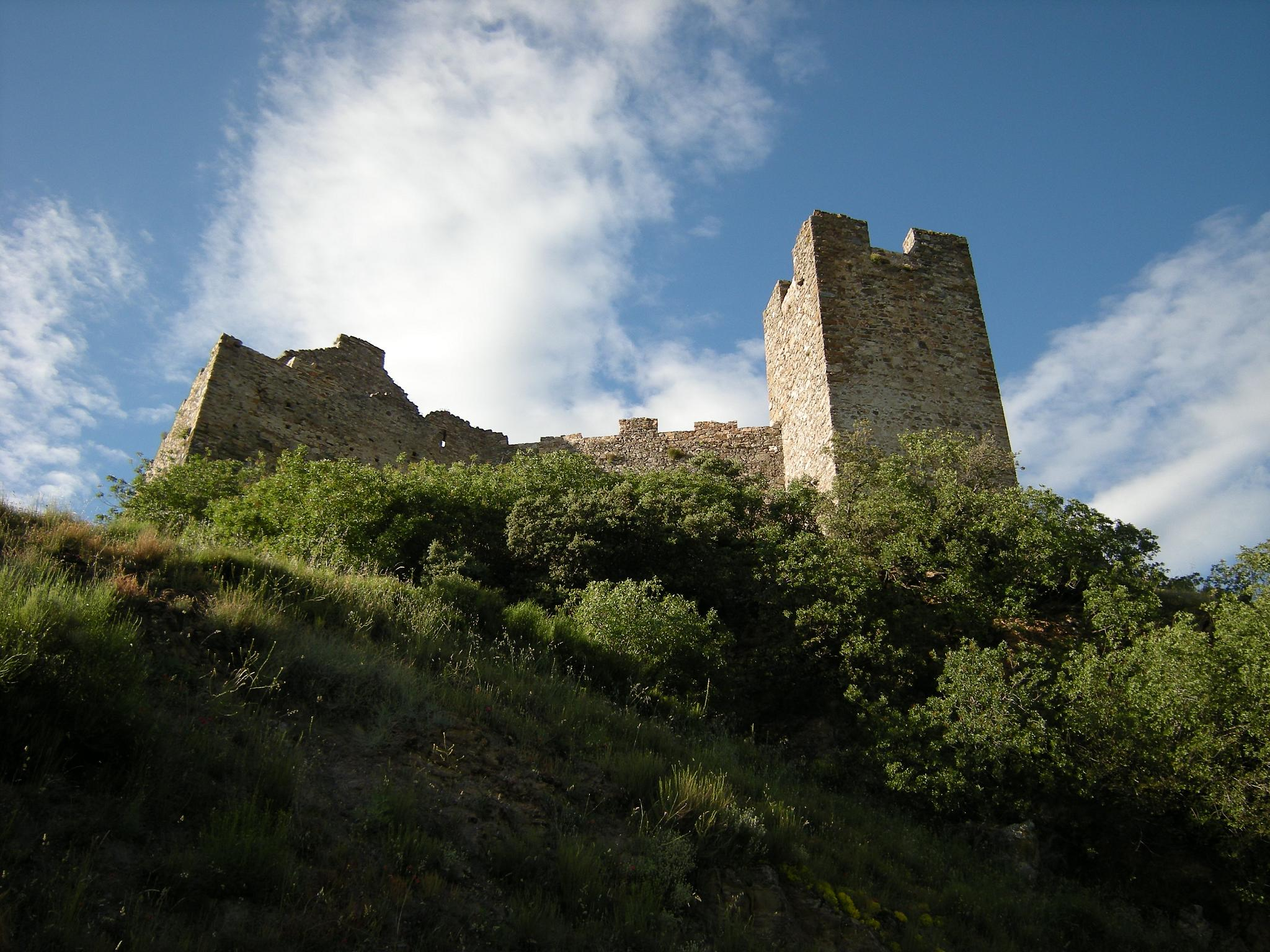
El castillo de Ulver (Cornatel), uno de los primeros centros de poder en León.

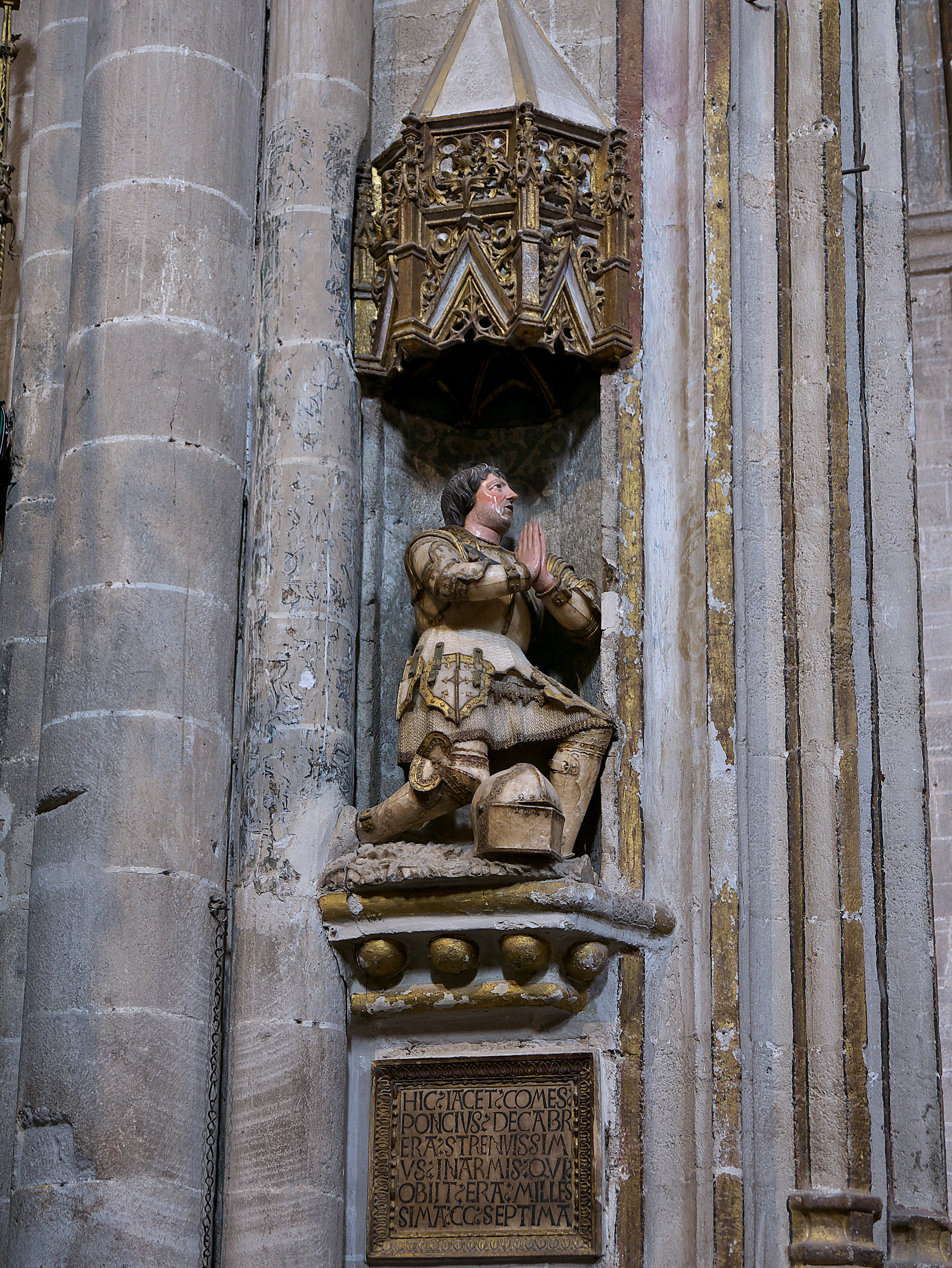
Sepulcro en la Catedral de Zamora

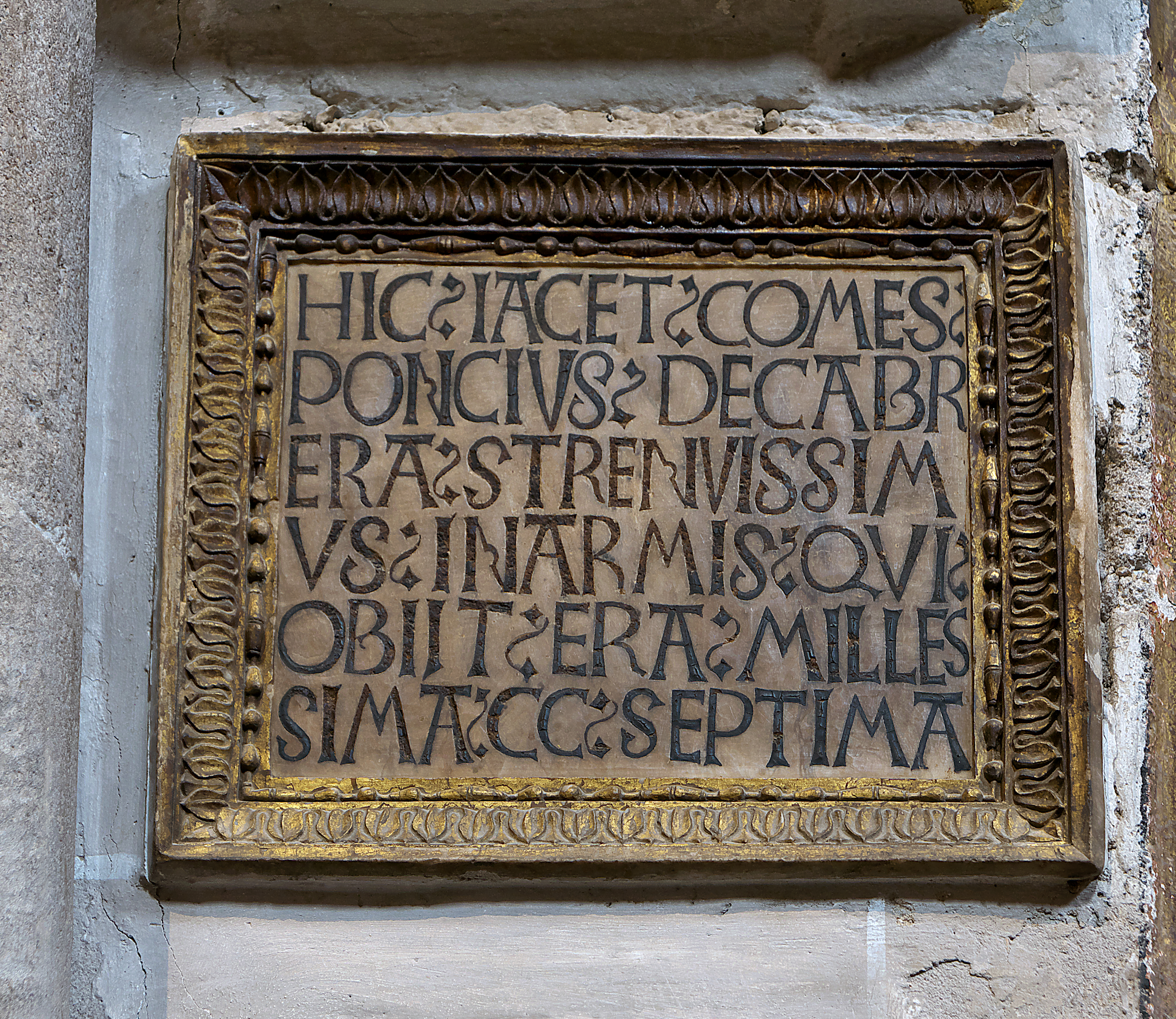
Epitafio, Catedral de Zamora

Una de los primeros registros de su presencia en el Reino de León fue en una transacción privada datada el 27 de octubre de 1128 donde consta que el documento fue redactado mientras que «Ponce Giraldo y su merino Pelayo Peláez gobernaban el castillo de Ulver», identificado con el Castillo de Cornatel en la parte meridional de El Bierzo. Este contrato se encuentra conservado en el cartulario (tumbo) del monasterio de San Pedro de Montes  donde Ponce parece haber sido tenido en extremada consideración, tal y como se refiere más tarde «el más noble Conde Ponce». El poderoso magnate Ramiro Fróilaz había sido tenente de Ulver hasta mayo de ese año y para julio de 1133 consta otra vez gobernando esta plaza. Solamente pudo ser a instancias del rey Alfonso VII que el gobierno de una plaza tan importante como el castillo de Ulver fuera encomendado a Ponce que en esas fechas era relativamente un recién llegado al reino de León. Posteriormente, Ponce adquirió tierras en Sanabria, al sur de El Bierzo y en varios lugares en la Sierra de la Cabrera, según se registra en dos permutas realizadas en 1132 y en 1135 preservadas en el cartulario del Monasterio de San Martín de Castañeda.
Había adquirido anteriormente tierras en Covelo (Cubelo de Sanabria) a Pedro Bellido. El 31 de marzo de 1132 vendió estas tierras a García Pérez y su mujer Velazquita por un peto, una mula y treinta rollos de lino. En 1135, vendió a la misma pareja otras tierras en el territorio de Sanabria a las orillas de Río Tera por la que recibió una mula y un caballo valorados en cincuenta y en ochenta morabetinos, respectivamente. Ambas transacciones indican que en ese tiempo "Ponce [se encontraba] gobernando Sanabria." Gobernó Sanabria y los alrededores hasta la fecha de su muerte.
Por estas fechas, entre 1129 y 1138, Ponce también aparece gobernando varios distritos de La Cabrera y Morales del Rey, que anteriormente habían estado bajo el control del conde Ramiro Fróilaz. Ponce colaboró con el conde Ramiro —con quien también compartió la tenencia de Astorga en 1154 y probablemente la de Villafranca del Bierzo posteriormente— en varias expediciones militares.

### En la curia regia
Aunque desde el comienzo de su carrera se benefició del favor regio, al principio Ponce de Cabrera era uno más de los numerosos nobles de segunda categoría que no gozaban de la riqueza y poder político de los grandes magnates del reino. Durante la primera mitad del reinado de Alfonso VII, aparece en contadas ocasiones en la curia regia, lugar donde los nobles aconsejaban al rey sobre los asuntos cotidianos del gobierno. La primera referencia de su presencia en la corte se registra el 25 de marzo de 1129 cuando esta se reunió en Palencia y el rey realizó una donación, confirmada por Ponce y otros nobles, a la Catedral de Santiago de Compostela. Aparece otra vez en la corte el 8 de julio del mismo año pero no vuelve a figurar durante casi tres años cuando vuelve a aparecer el 23 de marzo de 1131. Durante la década de 1130 su presencia en la corte fue esporádica, marcada por otro intervalo de tres años de inactividad (28 de mayo de 1132 – 29 de mayo de 1135) y una de dos años (2 de octubre de 1136 – 14 de septiembre de 1138).
Los historiadores aún no han podido explicar los motivos de estas ausencias aunque se han barajado cuatro hipótesis: posibles problemas de salud; la necesidad de visitar sus tierras catalanas; demandas militares; o incluso la pérdida de favor real. En 1139 tomó parte en el asedio del Castillo de Oreja, ocupado por los musulmanes, que se rindió por hambre y sed. El 22 de febrero de 1140 en Carrión de los Condes Ponce fue testigo del tratado entre Alfonso VII y Ramón Berenguer IV de Barcelona documentado en  el Liber feudorum maior. Al año siguiente (1141), se unió a la expedición de castigo que hizo Alfonso contra su primo Afonso Henriques, que se autoproclamó rey de Portugal contraviniendo el tratado que firmó con Alfonso. Su presencia en Portugal se atestigua en el Chronicon Lusitanum, que documenta cómo fue capturado en la batalla de Arcos de Valdevez, y en los diplomas reales y tratados firmados por Alfonso en Santiago de Compostela el 23 de septiembre de 1141. El catalán posiblemente tuvo una participación distinguida en estas dos campañas que tuvieron lugar justo antes del despegue de su carrera en la curia regia. Como tenente de la corona, una de sus obligaciones era reunir un contingente de caballeros (milites) e infantería (pedites) para la participación en estas campañas militares.

## Príncipe del imperio (1140–1157)

### Príncipe de Zamora
Existe un documento de origen dudoso datado el 12 de febrero de 1140 donde Ponce aparece como señor de Castrotorafe y de Zamora ya que no consta que haya gobernado la primera, y en la segunda ciudad aparece gobernando solamente a partir del 6 de junio de 1142 hasta el 6 de noviembre de 1159. En otro diploma del 5 de abril de 1142, aparece como «Ponce, conde de Zamora» (Poncius comite en Zamora), pero la utilización del título condal es anacrónico ya que no existe evidencia que haya ostentado dicha dignidad hasta el mes de junio de ese año.
Otro documento espurio es el supuesto fuero de Castrotrafe, fechado el 2 de febrero de 1129 donde se menciona a Ponce gobernando Zamora (mandante Çamora) una década antes del año en que realmente fuese tenente de la ciudad. No existe ningún otro registro de Ponce como señor de Castrotorafe aunque se sabe que mantuvo un estrecho vínculo con la ciudad.
La evidencia más clara e inequívoca de Ponce como señor de Zamora y su comarca es la lista de confirmantes de la donación realizada el 6 de junio de 1142 por el rey Alfonso de la villa de Fradejas a la Diócesis de Zamora. En este documento, redactado mientras el rey Alfonso se encontraba en el sitio de Coria, Ponce figura como «príncipe de Zamora» (princeps eo tempore Cemore), y se menciona que había participado en esta campaña. Zamora había sido gobernada por el conde Osorio Martínez, hermano del conde Rodrigo Martínez, que falleció poco antes de la batalla de Coria en 1138. Alrededor de esta época, el conde Osorio no gozaba de la gracia regia y sus tenencias, previamente gobernadas por su difunto hermano, fueron confiscadas. La caída en desgracia de Osorio benefició a Ponce quien le reemplazó como tenente no solamente en Zamora, sino también en Melgar de Abajo en Tierra de Campos y Malgrat (moderna Benavente) situada entre Zamora y León cuyo gobierno fue transferido de Osorio a Ponce a finales de 27 de abril de 1146 y 7 de febrero de 1148, respectivamente. Pronto expandió Ponce su señorío por  Tierra de Campos: en 1146 obtuvo la tenencia de Villalpando y en 1151 la de Villafáfila.

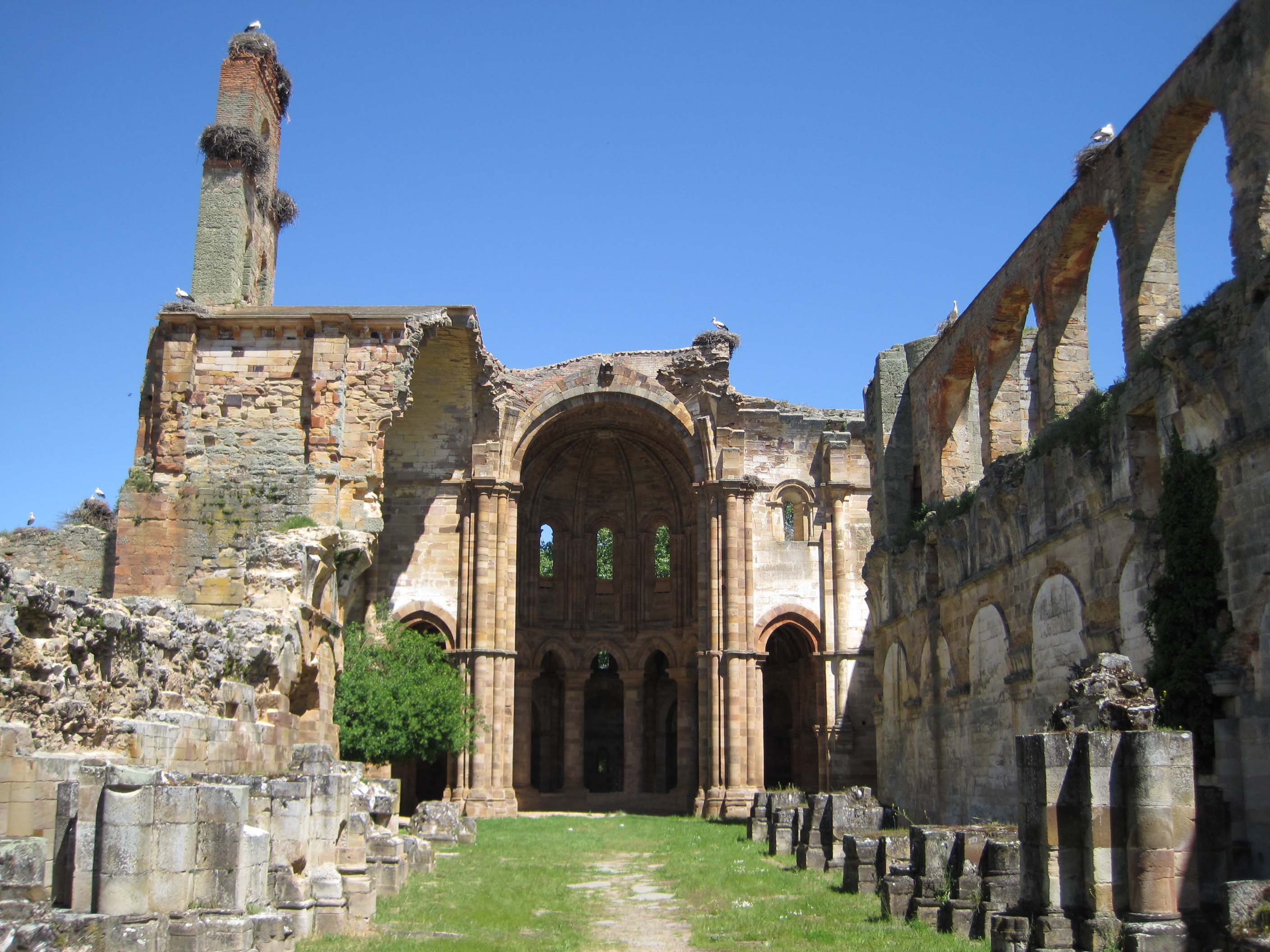
El monasterio de Moreruela, fundado por Ponce, se convirtió en uno de los más ricos de España en el, aunque Ponce parece que le prestó poca atención.

Posiblemente le fueron encomendadas en estas fechas el gobierno de dos grandes tenencias en la región meridional del reino de León; Salamanca y Castrotorafe, aunque no existen pruebas concluyentes sobre la última plaza. Ya aparece gobernando Salamanca por lo menos desde el 21 de enero de 1144 y posiblemente fue al mismo tiempo en que le fue encomendado el gobierno de Zamora. En la Chronica Adefonsi imperatoris, se menciona como en el reino de Alfonso VII la ciudad de Salamanca fue rendida cuatro veces en el periodo 1132–33 antes de que «hiciera ofrendas de sus diezmos y primeros frutos a Dios, y [fuera] favorecida [con] el premio del valor y la prudencia mientras hacía la guerra, [por esta] razón, logró lo solicitado en sus plegarias, convertirse en una amenaza constante para los moros en su propia tierra bajo el liderazgo del Conde Poncio, [luchando] en diversas ocasiones y [ganando] en batallas obteniendo grandes victorias, [L]a ciudad de Salamanca [llegó a hacerse] famosa por sus acometidas [y su creciente] infantería cada vez más rica por causa de su botín de guerra.»
Poco después de la reconquista de Coria, pero no antes del 29 de junio, Ponce abandonó la Corte Real y probablemente marchó a Zamora donde se encontraba cuando Alfonso VII visitó la ciudad el 5 de octubre de 1143 y le concedió la villa muy poco poblada de Moreruela de Frades, ubicada a cuarenta kilómetros de Zamora. Ponce fundó ahí un monasterio dedicado a Santa María para algunos monjes de la orden del Cister, probablemente uno los primeros monasterios de este tipo en España. La donación estipulaba que debería construir un monasterio y encargarse de su «mantenimiento y conservación» (manuteneat et conservet). El 28 de julio de 1156, procuro para los monjes un «pacto de amistad» (pactum amiciciarum) con los habitantes de Castrotorafe, y donó más territorios a los monjes cistercienses. Sin embargo, no existen otros documentos donde conste que haya beneficiado al monasterio posteriormente y fueron sus parientes y descendientes los que acrecentaron las propiedades del monasterio y lo convirtieron en uno de los más ricos de la península ibérica en el siglo XIII.

### Conde y mayordomo real

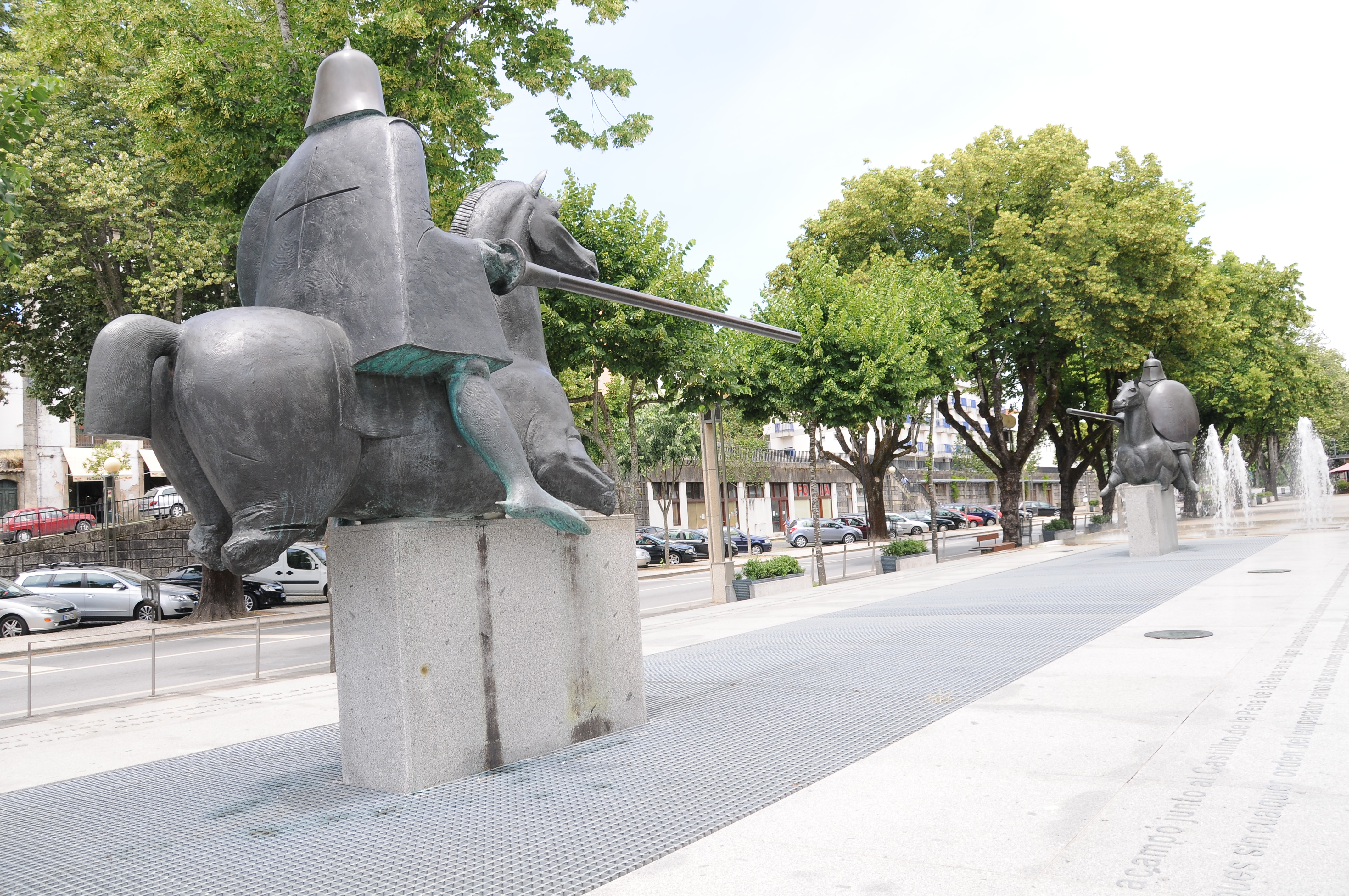
Monumento en Arcos de Valdevez mostrando a dos caballeros en la justa. Ponce luchó en Valdevez y fue capturado, posteriormente rescatado.

Tras la visita del rey a Moreruela, Ponce continuó participando en la corte que se desplazó hasta Nájera donde Alfonso hizo una donación a la Abadía de Cluny el 29 de octubre de 1143. Este es el primer documento donde Ponce figura con la dignidad condal que habrá recibido en algún un momento en las tres semanas previas a la fecha de la citada donación. El título de cómite—que significó antiguamente «compañero [-en-armas]»—suponía alcanzar el mayor rango en el reino. En la donación a Cluny, figura como Poncius de Cabreria comes. A partir de esa fecha, su presencia es constante en la corte que se desplaza por todos los dominios de Alfonso VII, y se podría describir como una curia imperatoris (Corte imperial). Los dominios del conde Ponce se extendían desde La Cabrera, 200 km al sur de la frontera de Portugal....hasta las orillas del Tormes, e incluía las ciudades de Zamora, Salamanca y Malgrat (Benavente).
Durante 1144, Ponce abandonó la corte en contadas ocasiones y a principios de 1145 fue nombrado mayordomo imperial (maiordomus imperatoris), el oficio más prestigioso del imperio, reemplazando a Diego Muñoz de Hinojosa. Excepto durante un breve periodo en la primavera de 1146, cuando cedió el cargo al conde Armengol VI de Urgel, Ponce figura como mayordomo hasta la muerte del emperador Alfonso VII. Una de las extrañas ausencias de Ponce en la Corte, Pelayo Curvo actuó como mayordomo y roboró un diploma real el 15 de octubre de 1146.

### Campañas militares
Entre el año 1146 y la muerte del emperador en 1157, Ponce participó en casi todas las campañas militares del rey Alfonso. En abril–mayo de 1146 estuvo con el ejército que conquistó Córdoba y asaltó la Gran Mezquita. Fue testigo del documento imperial del 19 de abril por el cual el emperador hizo al rey de los moros, Abengania, su vasallo Un año después Ponce con Manrique Pérez, Armengol de Urgel y Martín Fernández lideraron las huestes que derrotaron y mataron a Sayf al-Dawla, un emir y vasallo del emperador que se había rebelado.. La Chronica Adefonsi imperatoris narra estas campañas.
Participó en la conquista de Calatrava en enero de 1147. Estuvo presente con el ejército imperial en Baeza en la expedición de ida (18 de agosto) y vuelta (25 de noviembre) del sitio de Almería en la costa mediterránea. Tras la ocupación de la ciudad y después de haber entregado una porción a la República de Génova según estipulado en un acuerdo previo,, al conde Ponce se le encomendó la tenencia de la parte que correspondía al emperador Alfonso VII. Un poema contemporáneo, el denominado Poema de Almería, probablemente del mismo autor de la Chronica Adefonsi, describe los preparativos para la campaña de Almería con una relación de los nobles principales que participaron en dicha empresa. La sección sobre Ponce es considerablemente larga, con constantes alusiones a la mitología clásica y a la Biblia:
| Pontius ista comes regit agmina nobilis hasta. Virtus Samsonis erat hit, gladius Gedeon Compar erat Ionate, prcclarus uti Iesu Naue, Gentis erat rector sicut fortissimus Hector. Daosilis et uerax uelut insuperabilis Aiax Non cuiquam cedit, numquam bellando recedit, Non uertit dorsum, numquam fugit ille retrorsum Immemor uxoris, cum pugnatur, uel amoris: Basia spernuntur, certamina quando geruntur, Spernuntur mense, plus gaudet dum ferit ense. Dum quatitur hasta, mala gens prosternitur hausta. Hic numquam mestus tolerat certaminis estus. Dextra ferit fortis, resonat uox, sternitur hostis. Cum dat consilium, documenta tenet Salomonis Pro furcis enses mutat numerandoque menses Escas ipse parat, per se sua uina propinat militibus lassis, dum tollitur horrida cassis. Mauris est pestis, fuit Vrgi postea testis. Pontius hic cónsul fieri gliscit magis exul Tempore bellandi quam linquat ense potiri. Pro merito tali semper placet imperatori: Pro uictis bellis ditatur munere regis Omniaque regna domitat uirtute superna. | Conde Ponce, de noble lanza, gobierna las cuadrillas de guerra. Él en posesión de la fuerza de Sansón y la espada de Gedeón. Él comparable con Jonás, ilustre como el barco del Señor. Él capaz de gobernar a los pueblos como lo hizo Héctor, Tan generoso y verdaderamente invencible como Ajax. Él que no cedió ante nada. Nunca retrocedió en combate, Él que no descansó espada, ni se escondió en retaguardia. Conde Ponce olvidó a su mujer y al amor en la batalla. Él que rechazó los placeres de la mesa al hacer la guerra. Declinando fiestas, causando profundas heridas al enemigo. Al blandir su lanza, el demonio flaqueaba. Él fue temperado en los instantes de la batalla. Sus fuertes brazos heridos, su voz resonando, el enemigo rodando por el suelo. Al dar consejo el Conde Ponce, se nota la sabiduría de Salomón. Prefiere la espada a la fiesta. Por sí mismo calcula los meses y prepara los alimentos. Distribuye el vino a sus guerreros mientras estos se desembarazan de sus pesados cascos. Él es la muerte de los moros. Almería fue testigo de esto. El cónsul Ponce preferiría ser exiliado durante la campaña, que rendir su espada. Desea siempre rendir al Emperador tal mérito. Aumentando las riquezas del reino a causa de las guerras que ganó. Sobreponiendo ante los reinos enemigos u propio coraje. |

En el año 1150 Ponce participó en la toma de Córdoba, y en el año 1151 en la toma de Jaén. Probablemente se encontró en el ejército que asaltó Guadix y Lorca, debido a que el 5 de septiembre se dice que el emperador estaba en Uclés a la vuelta de la campaña de Lorca en el año del cerco de Guadix", en el que Ponce le acompañaba.
El 18 de noviembre de 1152 Alfonso VII recompensa a Ponce «mi fiel vasallo, por la gracia de Dios y fiel servicio [militar] es recompensado por la rendición de Almería y otros muchos lugares, naturalmente ahora en posesión de los cristianos en las provincias de los Cristianos y de los Saracenos» concediéndole el castillo de Albuher (actualmente Villamanrique en el Tajo) en el extremo meridional de sus dominios, entre Oreja, que conquistó Ponce en 1139, y Almoguera. El emperador le encomendó en 1153 la tenencia de Toro sobre el río Duero en la región de Zamora próxima a la frontera con Portugal, una importante plaza defensiva. En esta época sus señoríos y propiedades eran geográficamente tan dispersas y su poder en la Corte tan grande que se decía que «cabalgaba sobre el reino como un coloso». También estuvo en la conquista de Andujar donde se registra su presencia el 15 de junio de 1155.

## Al servicio de los herederos de Alfonso VII (1157–62)

### Desterrado de la corte de Fernando II
Poco antes de la muerte de Alfonso VII, quizás anticipando la división de su imperio entre sus hijos Sancho III, que heredó los reinos de Castilla y el de Toledo, y Fernando II, que heredó León y el Galicia, el conde Ponce renunció el gobierno de las tenencias de castillo de Albuher en Villamanrique, en el reino de Toledo que heredaría Sancho III. Tras la muerte del emperador en 1157 y la división de su reino, Ponce se mantuvo al lado del rey Fernando II. Siguió ejerciendo el oficio de mayordomo real durante el primer año del reinado de Fernando y se encontró en la reunión de la alta nobleza y clero del reino y del rey de Portugal que tuvo lugar el 9 de octubre de 1157. Ponce siguió a la corte después de que esta abandonara de Galicia, por lo menos hasta Villalpando, tenencia que gobernaba, donde el 13 de octubre confirmó una donación regia al noble Velasco Menéndez. Este es el último registro de Ponce en la corte real leonesa antes de exiliarse y ya se encontraba fuera del reino cuando se redactó un diploma real el 24 de noviembre de ese año.  La razón del exilio no está clara, pero de acuerdo con la Historia Gothica del historiador navarro del siglo XIII, Rodrigo Jiménez de Rada, Fernando II, quien por regla general era «piadoso, misericordioso y generoso» llegó a dar crédito a los falso rumores inventados por los enemigos de Ponce que circulaban por la corte. El rey Fernando confiscó las tenencias de Ponce y de algunos otros nobles y les envió al destierro. Una fuente más tardía proporciona otra versión de los hechos según la cual, Ponce fue exiliado a instancias de los rebeldes ciudadanos de Zamora que temían las represalias por la muerte del hijo primogénito del conde Ponce durante las revueltas que protagonizaron. El episodio de rebeldía es conocido en la historia zamorana como el Motín de la Trucha y su origen histórico ha sido debatido.
El 12 de noviembre, estando en Sahagún, en la frontera entre León y Castilla, Ponce donó al monasterio sus posesiones en Cisneros, en Cordovilla, y en un lugar denominado Villafilal, probablemente Villafalé. Cuatro los vasallos del conde; Rodrigo Pérez, Pedro Martínez, Diego Pérez Almadrán, y su mayordomo Martín Díaz —confirmaron la donación y le acompañaron en su exilio. Es muy probable que Ponce preparara abandonar el reino pretendiendo salvar así sus propiedades de la pretensión real. Su ruptura con el rey Fernando es muy evidente en los diplomas donde confirma «Yo, Ponce, conde por la gracia de Dios», una fórmula muy empleada para indicar al soberano el rechazo de vasallaje. Mientras visitaba el monasterio Ponce, resolvió un pleito con el abad que también reclamaba la propiedad de una heredad en Melgar de Arriba.  Tras resolver estos asuntos en León, Ponce cruzó la frontera y se puso al servicio del rey castellano, Sancho III. Su tenencia de Sanabria fue confiscada y entregada a Menendo Braganza, alférez del rey Fernando.

### Servicio a Sancho III

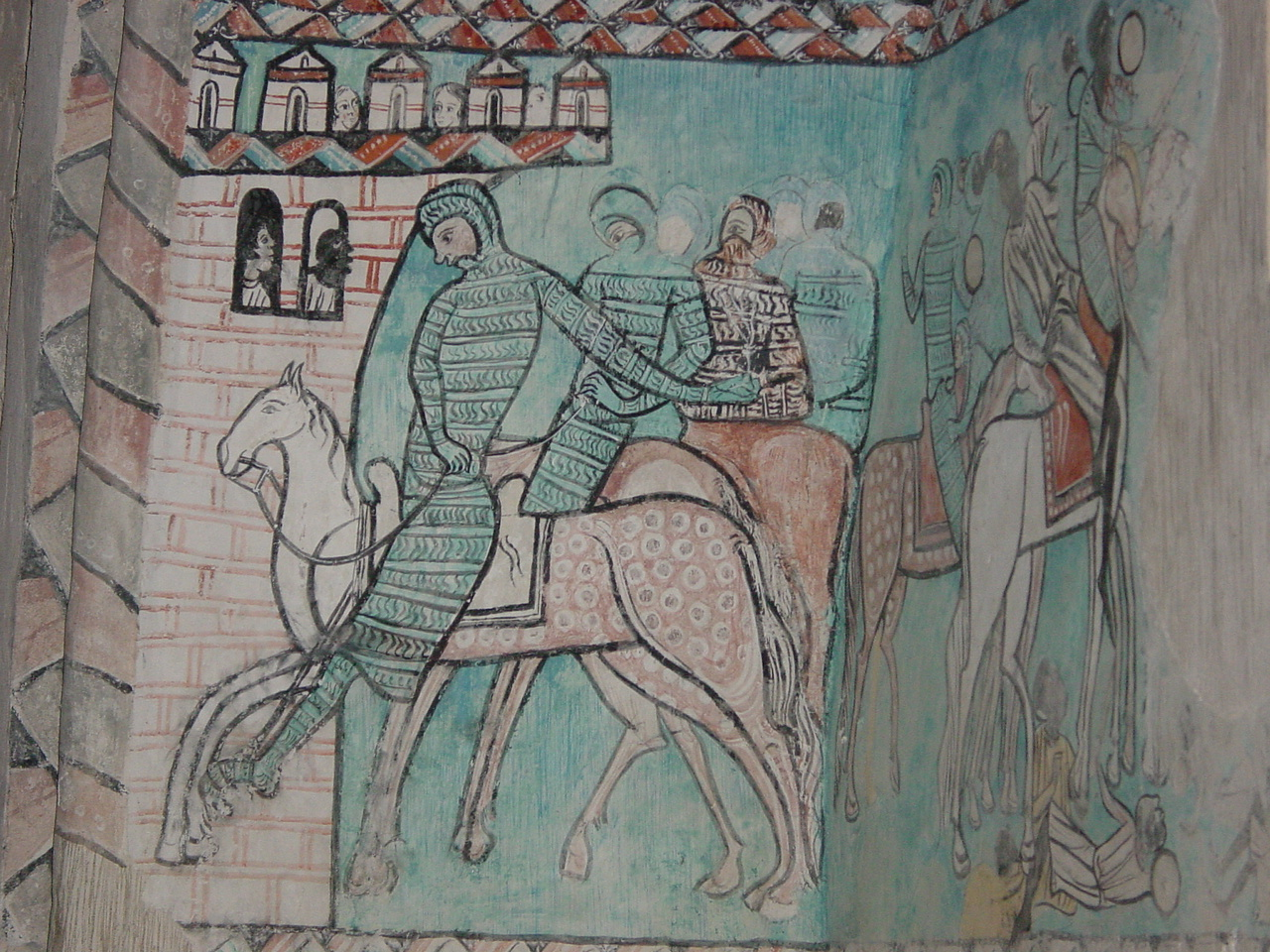
Caballero representado en un fresco de las paredes de "capilla del tesoro" en el monasterio de Valbuena, lugar donde Ponce se reunió con la corte castellana tras su victoria sobre el rey de Navarra.

No más llegar a la corte del rey Sancho III, Ponce se puso a trabajar. Lideró una breve campaña contra el reino de Navarra, logrando la sumisión del rey rebelde Sancho VI. La campaña ya había terminado para el 25 de enero de 1158 y Ponce se unió a la corte castellana que se encontraba en Almazán a las orillas del Duero, donde el rey Sancho concedió unos privilegios al monasterio de Santa María de Valbuena y se aseguró que su amanuense escribiera  «rey Sancho de Navarra [que reinaba como] vasallo de nuestro señor».
En febrero, en Nágima, Ponce estuvo presente en la firma del tratado entre Sancho III y el conde Ramón Berenguer IV de Barcelona, que también gobernaba Aragón. Continuó en la corte castellana que se desplazó a Soria, después Segovia, hasta llegar a Ávila en marzo. Ahí decidió abandonar la corte y se marchó a Sahagún. En algún momento durante este período de exilio, Ponce y los otros magnates convencieron al rey Sancho para que defendiera sus derechos frente a su hermano el rey Fernando. El 13 de marzo, estando en Sahagún, Sancha Raimúndez, una de las mujeres más poderosas del reino, hizo una donación al Monasterio de Santervás de Campos, y Ponce estuvo entre los que roboraron el documento, junto con Ramiro Fróilaz, Osorio Martínez y los obispos de León y Palencia, que probablemente estaban presentes como intermediarios entre los reyes Fernando y Sancho.
El 30 de marzo Sancho III se reunió con Sancha Raimúndez y Ponce en Sahagún para confirmar otra donación hecha por la infanta a la Catedral de Sigüenza de un molino en Toledo.  Ponce permaneció en Sahagún cuando la corte se trasladó a Burgos a comienzos de abril, tomó el Camino de Santiago al este Carrión de los Condes a principios de mayo. El rey castellano decidió finalmente reparar los agravios de su hermano el rey Fernando contra los magnates mediante una acción militar, y se dirigió con un ejército a las fronteras de León. Aparentemente hubo alguna escaramuza pero, para prevenir que se derramara sangre, los dos reyes se reunieron en Sahagún donde, según Jiménez de Rada, Sancho dijo a su hermano:

Desde que nuestro padre repartió el reino entre nosotros, ambos, ti y yo, tenemos la responsabilidad de mantener y compartir las tierras y sus productos con nuestros magnates, con aquellos que ayudaron a nuestros antepasados a reconquistar las tierras y a echar a los árabes. Por consiguiente, como has devuelto las tenencias al conde Ponce de Minerva [sic]  y a otros magnates, aquellos a quienes quitaste sus bienes y ya no das crédito a los rumores contra ellos, regreso al otro lado de mis fronteras.

El 23 de mayo los dos reyes refrendaron con la firma un tratado de "paz y verdadera amistad". Según las condiciones y términos del tratado, Sancho devolvería ciertas tierras que había usurpado a su hermano en el conflicto reciente que serían entregadas como tenencias (in fidelitate) a los tres magnates nombrados que recibirían estas tierras como tenencias: Ponce de Minerva, Ponce de Cabrera y Osorio Martínez. Entre los que Sancho había incluido en la lista de los que recibirían las tierras conquistadas, se estipulaba que si alguno de los tres magnates citados anteriormente muriesen, las tenencias deberían ser entregadas a los vasallos de Ponce de Cabrera que le habían acompañado unos seis meses antes al conde en su exilio. Ponce confirmó el tratado por parte de Sancho III.

### Restablecimiento en León
El 1 de julio de 1158 Ponce de Cabrera confirmó la donación del rey Fernando a Rodrigo Sebastiánez, un monje de Oviedo. El 31 de agosto Sancho III moría dando paso a su sucesor, Alfonso VIII. En estas fechas, ha parece que Ponce había vuelto al servicio del rey de León ya que le habían devuelto todas las tenencias que le habían sido confiscadas, incluyendo Sanabria. Además, volvía a ejercer su cargo de mayordomo del rey desde por lo menos el 14 de junio de 1159 hasta el 4 de julio de 1161 fecha en que pudo haberse retirado debido a su avanzada edad.
A comienzos de 1161 Fernando II comienza a repoblar Ciudad Rodrigo y Ledesma, y le concedió a Ponce la tenencia de esta última plaza, quien a su vez, de nuevo tal vez debido a la vejez, traspasó a su hijo mayor de su primera esposa, «Fernando Ponce [quien] obtuvo Ledesma de la mano de su padre el conde». Mientras supervisaba el repoblamiento de Ledesma, Ponce tomó la iglesia y se la entregó a la Orden de Malta que, a su vez, la entregó a un caballero que vivía ahí con su amante.  El obispo de Salamanca, Pedro Suárez de Deza, reclamó ante la curia romana «lo que por violencia el conde Ponce le había robado a la iglesia». Aunque el papa Alejandro III ordenó a los Hospitalarios que devolvieran la iglesia a la diócesis, se negaron y el caballero no la abandonó. El conflicto se mantuvo hasta años después de la muerte de Ponce.

### Retiro, muerte y legado

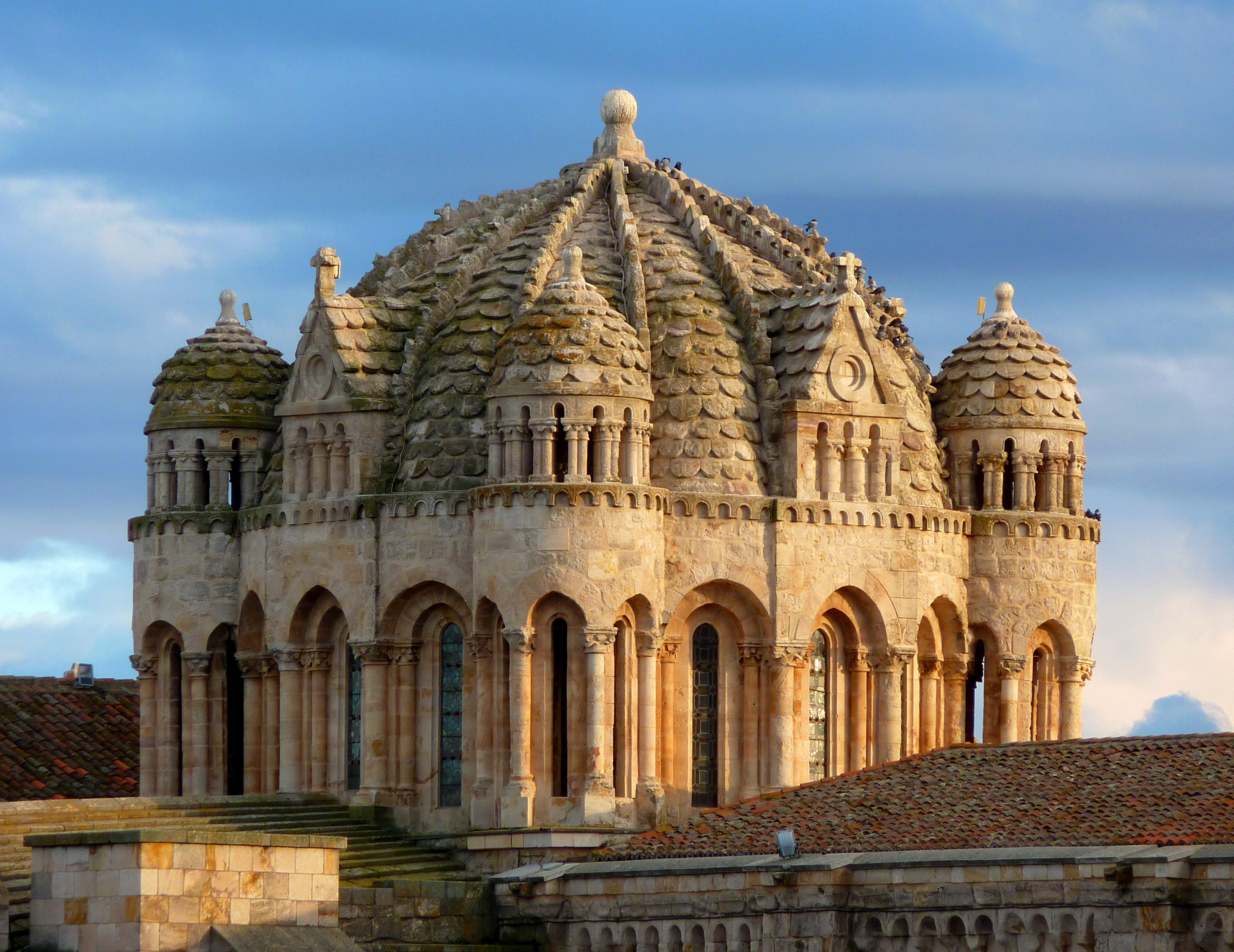
Cúpula de la catedral de Zamora, lugar donde fue enterrado.

Durante el resto del año 1161, posiblemente debido a su delicada salud, Ponce fue abandonando sus tenencias y gradualmente se fue retirando. Su última aparición documentada en la corte del rey Fernando fue el 6 de julio, aunque ningún diploma real desde esa fecha hasta el 24 de febrero de 1162 ha sobrevivido. La última vez que figura como señor de Sanabria, Melgar de Abajo, Salamanca y Villalpando fue en este año, el 1 de marzo, 11 de junio, y el 2 de julio, respectivamente.  El 5 de mayo el rey Fernando concedió unos privilegios a los monjes del San Julián de Samos, donde «Don Giraldo, mi amado vasallo que murió en mi servicio, está enterrado.» Don Giraldo fue uno de los hijos de Ponce y se llamó igual que su abuelo paterno. El 1 de enero de 1162, estando en Zamora, Ponce donó ciertas propiedades en Sarria y sus alrededores  "por el alma de mi muy amado hijo Geraldo Ponce, enterrado en este monasterio de Samos.
Ponce falleció poco después de esta donación por el alma de su hijo y recibió sepultura en la Catedral de Zamora. El 25 de mayo de 1163, sus hijos donaron a los canónigos de Zamora una parcela de tierra en Villarrín de Campos por el alma de su padre. Existe un documento datado el 13 de marzo de 1165, aparentemente auténtico, confirmado por Ponce de Cabrera, señor de Villafranca del Bierzo. El conde ya había fallecido en esa fecha y todo indica que la fecha de este documento es errónea.  La muerte de Ponce se ha asignado erróneamente en 1169.

## Vida privada

### Matrimonios y descendencia
El conde Ponce contrajo un primer matrimonio con Sancha Núñez. De este matrimonio nacieron:
- Giraldo de Cabrera (m. c. 1161), vizconde de Ager, primer vizconde de Cabrera y trovador. Él y su madre Sancha confirmaron el acta fundacional el 20 de noviembre de 1145 de la Canónica de Santa María de Roca-rossa como Geraldus de Cabrera, Gerundensis ac Urgellensis vicecomes ySanctia mater eius, respectivamente.[1] Falleció antes del 1 de enero de 1162 cuando su padre donó al monasterio de Samos varias propiedades pro anima carissi filii mei Giraldi Ponci que estaba enterrado en dicho monasterio.[1]
- Beatriz Ponce, esposa de Arnau de Soler.  El 29 de octubre de 1157 otorgó testamento donde deja unos bienes que habían sido de su madre Sancha.[38]
- Fernando el Mayor (m. 1 de octubre de 1180)[8], contrajo matrimonio con Guiomar Rodríguez de Traba.
- Sancha Ponce de Cabrera (m. 1176),[39] esposa del magnate leonés Vela Gutiérrez.[13]

Su segunda esposa fue María Fernández de Traba (m. 13 de enero de 1169),  hija del conde Fernando Pérez de Traba y la condesa Sancha González.  Contrajeron matrimonio antes de 26 de marzo de 1142, fecha de la donación de una propiedad en Pobladura del monasterio de Toxos Outos. Tuvieron un hijo:
- Fernando el Menor (m. antes de julio de 1215). Contrajo matrimonio con Estefanía López, hija del conde Lope Díaz I de Haro, señor de Vizcaya. Ya estaban casados en 1200 cuando donaron a la Catedral de Zamora la villa de Manganeses, que ella había recibido en arras.[41]

### Propiedades y señoríos
Ponce gobernó y tuvo en tenencias o señoríos vastas propiedades en el reino de León, en gran parte debido al favor y apoyo regio. Recibió derechos del real fisco al menos en tres ocasiones (5 de octubre de 1143, 18 de noviembre de 1153 y el 30 de julio de 1156). Es posible que recibiera tierras de realengo del rey Fernando II en 1158. Existe una copia de un diploma real con fecha del 18 de octubre de 1152 en Guadalajara, posiblemente una falsificación, en el que Alfonso VII le concede a Ponce un pueblo llamado Almonacid cerca del río Tajo. En diciembre de 1155, Ponce y Fernando Rodríguez de Castro el Castellano concedieron fueros a los repobladores del Pulgar. Ponce pudo haber recibido su parte de Pulgar como recompensa del emperador, ya que las otras donaciones importantes de tierras por su servicio militar no fueron hasta 1153 y 1156.
El 30 de julio de 1156 Ponce recibió del emperador el pueblo de San Pedro de Ceque en Sanabria. También en Sanabria, que gobernó hasta su poco antes de su muerte, tenía propiedades en Galende y Trefacio También era propietario de tierras en varias de sus tenencias, como en Villafalé en Tierra de Campos a las orillas del  Esla y en Cisneros en la carretera de Sahagún a Palencia, cerca de Zamora en Villarrín, y cerca de Salamanca en Cordovilla. En Galicia, donde era menos activo, tenía propiedades en Sarria.
Como un magnate de dos de los reinos principales, importante oficial palatino y gobernante de varias tenencias, Ponce de Cabrera tenía a un gran número de caballeros a su servicio que le ayudaron a gobernar su territorio y a cumplir sus obligaciones como vasallo de la corona en tiempos de guerra. Uno de sus más señalados vasallos fue Pedro Rodríguez de Sanabria quien fue uno de los testigos de la donación realizada por Ponce y María Fernández ya estando casados. En Toledo el 4 de mayo de 1145, a petición de Ponce, caballero y vasallo, el emperador encomendó la repoblación a Pedro Rodríguez de la villa desierta de Calabor. El 14 de mayo de 1149 el emperador concedió el pueblo de San Esteban de Nogales al yerno del conde Ponce, Vela Gutiérrez «por amor a los servicios que me has hecho muchas veces y lo están haciendo por mí todos los días.» Estas donaciones y favores regios sugieren que las haciendas de Ponce eran escasas en comparación con los señores oriundos, que le obligan a depender de su soberano para compensar suficientemente los vasallos que estaban en su servicio. Cuando su hija y Vela Gutiérrez fundaron el Monasterio de Santa María de Nogales en 1150 que inicialmente fue gobernado por la regla benedictina monasterio de Nogales, expresaron su agradecimiento al conde Ponce por su «consejo y ayuda» (consilio vel auxilio) en la obtención de estas tierras.